# Sseulsseulhago challanhasin - Dokkaebi
Sseulsseulhago challanhasin - Dokkaebi (쓸쓸하고 찬란하神 – 도깨비?, lett. Il dio solitario e splendente - Dokkaebi; titolo internazionale Guardian: The Lonely and Great God, conosciuta anche come Goblin o Goblin: The Lonely and Great God) è una serie televisiva sudcoreana trasmessa su tvN dal 2 dicembre 2016 al 21 gennaio 2017.
L'episodio finale ha registrato il 18,66% di share a livello nazionale. Ha ricevuto il plauso della critica ed è diventato un fenomeno culturale in Corea del Sud, oltre a portare un ricavo di circa 14 miliardi di won durante la messa in onda.

## Trama
Kim Shin è stato un generale durante la dinastia Goryeo, che dominò la Corea dall'anno 918 al 1392. A causa di un gesto avverso contro il suo stesso re, finisce per mettere in pericolo il proprio esercito e la propria famiglia. In punto di morte, Dio lo condanna ad una vita senza fine, trasformando la sua esistenza in quella di un dokkaebi, un'entità immortale col compito di proteggere le anime. Per porre fine alla sua immortalità indesiderata, Kim Shin deve trovare la sua sposa umana, l'unica in grado di liberare la sua anima e di farlo riposare in pace. Dopo quasi 1000 anni trascorsi in solitudine, incontra Ji Eun-tak, studentessa all'ultimo anno delle superiori che afferma di essere la sua sposa. In tutto questo, Kim Shin si ritrova ad essere coinquilino del Cupo Mietitore, che si appropria della sua residenza tramite un contratto fasullo stipulato con Yoo Deok-hwa, futuro servitore del dokkaebi. Il destino di questi personaggi si intreccia con quello di Kim Sunny, proprietaria del ristorante di pollo in cui lavora Eun-tak.

## Personaggi

### Personaggi principali
- Kim Shin, interpretato da Gong Yoo[7]
Un dokkaebi immortale di 939 anni e protettore di anime che è in cerca della sua sposa, l'unica che può rimuovere la spada incastrata nel suo petto. Una volta che la spada sarà rimossa, potrà finalmente trasferirsi nell'aldilà e riposare in pace. Possiede poteri soprannaturali insieme all'immortalità, ma deve pagare un prezzo enorme per questo.
- Ji Eun-tak, interpretata da Kim Go-eun[8] e Han Seo-jin (da bambina)
Una studentessa liceale ottimista e spumeggiante, nonché leggendaria sposa del dokkaebi. Può vedere i fantasmi a causa del modo in cui è nata, ed è immune al potere di Kim Shin.
- Cupo Mietitore, interpretato da Lee Dong-wook[9]
Bello e cinico, come tutti gli altri mietitori ha ricevuto il suo lavoro come punizione per aver commesso il più grande dei peccati nella sua vita passata, sebbene non ricordi niente di quest'ultima. Guida le anime alla loro reincarnazione o alla vita dopo la morte.
- Kim Sun/Sunny, interpretata da Yoo In-na[10]
L'attraente proprietaria di un ristorante di pollo.
- Yoo Deok-hwa, interpretato da Yook Sung-jae[11] e Jung Ji-hoon (da bambino)
Erede ribelle di un chaebol, ma di buon cuore, è l'unico nipote della famiglia Yoo, che da centinaia di anni ha la responsabilità di prendersi cura del dokkaebi. Vivendo con il dokkaebi e con il Mietitore, viene a conoscenza delle loro vere identità ed i tre stringono una forte amicizia.

### Personaggi secondari
- Samsin Halmeoni, interpretata da Lee El
La dea del destino e della nascita.
- Yoo Shin-woo, interpretato da Kim Sung-kyum
Nonno di Deok-hwa.
- Ji Yeon-suk, interpretata da Yum Hye-ran
Zia di Eun-tak.
- Park Kyung-shik, interpretato da Jung Young-gi
Cugino di Eun-tak.
- Park Kyung-mi, interpretata da Choi Ri
Cugina di Eun-tak.
- Kim Do-young, interpretato da Jo Woo-jin
Segretario di Deok-hwa.

### Altri personaggi
- Tre sorelle, interpretate da Hwang Seok-jeong
Due sono delle chiromanti e la terza un fantasma.
- Fantasma che indossa gli occhiali da vista, interpretato da Park Se-wan
- Madre del fantasma con gli occhiali da vista, interpretata da Hong Boo-hyang
- Kim Yoo-na, interpretata da Ko Bo-gyeol
- Lee Jung-hwa, interpretata da Kim So-ra
- Kim Woo-sik, interpretato da Yoon Kyung-ho
Il fedele tenente di Kim Shin durante l'era Goryeo.
- Park Joong-heon, interpretato da Kim Byung-chul
Eunuco dell'era Goryeo.
- Kim Soo-bok, interpretato da Nam Da-reum 
Ragazzo che ha incontrato Kim Shin in Canada.
- Soo-jin, interpretata da Kim Min-young
Compagna di classe di Eun-tak.
- Go Jung-hyun, interpretato da Ahn Ji-hyun
Un fantasma amico di Eun-tak.
- Na Kyung-won, interpretato da Sung Nak-kyung
- Padrona di casa di Eun-tak, interpretata da Yoon Boo-jin
- Detective, interpretato da Hwang In-joon

### Apparizioni speciali
- Ji Yeon-hee (ep. 1, 7), interpretata da Park Hee-von
Madre di Eun-tak.
- Wang Yeo (ep. 1, 7-13), interpretato da Kim Min-jae[12]
- Kim Sun (ep. 1, 7-13), interpretata da Kim So-hyun[13]
- Choi Tae-hee (ep. 7-8), interpretato da Jung Hae-in[14][15]
Primo amore di Eun-tak.

## Produzione
La serie è stata scritta da Kim Eun-sook, che ha anche scritto i noti Secret Garden (2010), Sangsokjadeul (2013) e Tae-yang-ui hu-ye (2016). Il drama ha segnato la sua seconda collaborazione con il regista Lee Eun-bok dopo che entrambi hanno lavorato su Tae-yang-ui hu-ye.
Il 30 agosto 2016 si è tenuta la prima lettura della sceneggiatura presso il Nuri Dream Square a Sangam-dong, a Seoul, in Corea del Sud. Le scene dei flashback dell'era Goryeo sono stare girate a Gimje, nella provincia di Jeolla del Nord il 22 settembre per le scene del campo di battaglia, mentre le scene del palazzo sono state girate al Naju Image Theme Park. Le riprese della casa del dokkaebi e del Cupo Mietitore sono state girate prima presso la Unhyeongung's Western House, poi all'interno della Ducksung Women's University (utilizzata per gli uffici amministrativi).
Le riprese all'estero si sono svolte principalmente a Québec, in Canada, nel mese di ottobre, con luoghi come lo Château Frontenac, il Parc du Bastion-de-la-Reine (il cimitero della famiglia Yoo), Petit Champlain (porta del dokkaebi in Canada) e la Fontaine de Tourny. La porta rossa, che in realtà è l'uscita di emergenza del Théâtre Petit Champlain, e altri luoghi di Quebec City associati allo show hanno iniziato ad attrarre numerosi fan della serie.
Il cast è stato premiato con una vacanza speciale a Phuket, in Thailandia, dopo la fine del drama.

## Episodi
| Episodio | Data di trasmissione | Dati TNMS | Dati AGB            | Dati AGB                   |
| Episodio | Data di trasmissione | Dati TNMS | A livello nazionale | Area metropolitana di Seul |
| -------- | -------------------- | --------- | ------------------- | -------------------------- |
| 1        | 2 dicembre 2016      | 6,7%      | 6,322%              | 7,540%                     |
| 2        | 3 dicembre 2016      | 8,1%      | 7,904%              | 10,024%                    |
| 3        | 9 dicembre 2016      | 12,0%     | 12,471%             | 14,274%                    |
| 4        | 10 dicembre 2016     | 12,7%     | 11,373%             | 13,768%                    |
| 5        | 16 dicembre 2016     | 14,0%     | 11,507%             | 12,075%                    |
| 6        | 17 dicembre 2016     | 13,0%     | 11,618%             | 14,772%                    |
| 7        | 23 dicembre 2016     | 13,5%     | 12,297%             | 13,993%                    |
| 8        | 24 dicembre 2016     | 11,6%     | 12,344%             | 14,748%                    |
| 9        | 30 dicembre 2016     | 14,6%     | 12,933%             | 13,333%                    |
| 10       | 31 dicembre 2016     | 13,3%     | 12,702%             | 14,551%                    |
| 11       | 6 gennaio 2017       | 14,8%     | 13,894%             | 15,749%                    |
| 12       | 7 gennaio 2017       | 14,6%     | 13,712%             | 15,680%                    |
| 13       | 13 gennaio 2017      | 15,3%     | 14,254%             | 16,525%                    |
| 14       | 20 gennaio 2017      | 16,3%     | 16,043%             | 17,767%                    |
| 15       | 21 gennaio 2017      | 19,6%     | 16,917%             | 18,829%                    |
| 16       | 21 gennaio 2017      | 19,6%     | 18,680%             | 20,986%                    |
| Media    | Media                | 13,7%     | 12,924%             | 14,729%                    |
| Speciale | 14 gennaio 2017      | 9,1%      | 9,427%              | 11,786%                    |
| Speciale | 3 febbraio 2017      | 3,9%      | 3,606%              | 5,050%                     |
| Speciale | 4 febbraio 2017      | 4,2%      | 4,075%              | 5,582%                     |

## Colonna sonora
La colonna sonora di Dokkaebi è stata raccolta in due dischi usciti il 25 gennaio 2017. L'album è composto da 16 canzoni per CD: il primo contiene i brani cantati, il secondo le tracce audio strumentali.
CD 1
1. Round and Round - Heize, Han Soo-jin
2. Stay With Me - Park Chan-yeol, Punch
3. My Eyes (내 눈에만 보여) - 10 cm
4. Hush - Lasse Lindh
5. Beautiful - Crush
6. You Are So Beautiful (이쁘다니까) - Eddy Kim
7. Who Are You - Sam Kim
8. I Miss You - Soyou (Sistar)
9. First Snow (첫눈) - Jung Joon-il
10. I Will Go to You Like the First Snow (첫눈처럼 너에게 가겠다) - Ailee
11. Wish (소원) - Urban Zakapa
12. Heaven - Roy Kim, Kim EZ (GGot Jam Project)
13. Love - Mamamoo
14. And I'm Here - Kim Kyung-hee (April 2nd)
15. Winter is Coming - Han Soo-ji
16. Stuck in Love - Kim Kyung-hee (April 2nd)

CD 2
1. Dark Walk
2. Butterfly (나비)
3. First Love (처음사랑)
4. When You Open The Door (문을 열고 나가면)
5. Eun-tak's Waltz (은탁의 왈츠)
6. The Glittering Wind (반짝이는 바람)
7. Small House On The Beach (바닷가 작은집)
8. When The Time Stops (시간이 멈출 때)
9. Amnesia (기억상실)
10. Their Time (그들만의 시간)
11. Warrior Sword (무신검)
12. Whistling (휘파람을 불며)
13. Samshin & Deokhwa (삼신과 덕화)
14. God's Supper (신들의 만찬)
15. Pray (기도)
16. Warriors Song

## Critica
Il drama è stato un successo di ascolti, con l'episodio finale che ha registrato un'audience nazionale del 18,689% secondo la piattaforma a pagamento Nielsen, diventando il secondo episodio più visto nella storia della televisione via cavo coreana fino a quel momento. Il drama diventò invece la prima serie via cavo a superare il 20% di share. La popolarità anche tra il pubblico internazionale ha portato a parodie su vari siti di social media, in particolare da parte di personaggi famosi e personaggi politici.
Dokkaebi ha anche dato vita a varie tendenze della moda. Articoli e accessori indossati dai membri del cast, come il cappotto Lavin indossato da Gong Yoo, il rossetto Lancôme usato da Kim Go-eun e il  borsalino indossato da Lee Dong-wook, hanno visto un aumento delle vendite. Il libro di poesie di Kim In-yook, Sarang-ui mullihak, ha ottenuto una rinnovata attenzione dopo che uno dei versi è stato usato nel drama. C'è stato anche un aumento di visitatori nelle location delle riprese, il che ha avuto un effetto economico positivo sul Paese. Inoltre, le colonne sonore presenti nella serie hanno conquistato le classifiche musicali digitali locali. Dal 2017, ha superato Tae-yang-ui hu-ye nelle vendite video on demand.
Il suo successo è stato attribuito alla trama creativa. Il Korea Times ha dichiarato: "... la profondità della prospettiva che osserva la vita del dokkaebi con una spada insanguinata nel petto e che ha ricevuto la vita eterna come punizione immerge il pubblico nella storia fantastica. La svolta e la complessità della vita e della morte rendono la storia più interessante".
Nonostante il suo successo, Dokkaebi è stato criticato per la presenza di numerosa pubblicità indiretta, che ha generato ricavi per circa 2-4 miliardi di won. Critici televisivi e culturali hanno criticato anche vari aspetti del drama, come la sua forte enfasi sul complesso di Cenerentola e l'enorme divario di età dei personaggi principali, che avrebbero potuto portare al declino dello status sociale delle donne. È stato criticato anche per la sua trama troppo drammatica.

## Riconoscimenti
| Anno | Premio                 | Categoria              | Ricevente                                      | Risultato       |
| ---- | ---------------------- | ---------------------- | ---------------------------------------------- | --------------- |
| 2017 | Korea Brand Awards     | Premio Speciale        | Sseulsseulhago challanhasin - Dokkaebi         | Vincitore/trice |
| 2017 | Korean Cable TV Awards | Miglior drama coreano  | Sseulsseulhago challanhasin - Dokkaebi         | Vincitore/trice |
| 2017 | Korean Cable TV Awards | Miglior colonna sonora | Ailee ("I Will Go to You Like the First Snow") | Vincitore/trice |
| 2017 | Korean Cable TV Awards | Premio Astro Nascente  | Yook Sung-jae                                  | Vincitore/trice |
| 2017 | Korean Cable TV Awards | Trasmissione VOD       | Sseulsseulhago challanhasin - Dokkaebi         | Vincitore/trice |
| 2017 | Baeksang Arts Awards   | Gran premio (Daesang)  | Kim Eun-sook                                   | Vincitore/trice |
| 2017 | Baeksang Arts Awards   | Miglior Attrice        | Kim Go-eun                                     | Candidato/a     |
| 2017 | Baeksang Arts Awards   | Miglior Attore         | Gong Yoo                                       | Vincitore/trice |
| 2017 | Baeksang Arts Awards   | Miglior Regista        | Lee Eung-bok                                   | Candidato/a     |
| 2017 | Baeksang Arts Awards   | Miglior Sceneggiatura  | Kim Eun-sook                                   | Candidato/a     |
| 2017 | Baeksang Arts Awards   | Miglior drama coreano  | Sseulsseulhago challanhasin - Dokkaebi         | Candidato/a     |

## Distribuzioni internazionali
| Paese      | Canale/i                   | Prima TV                         | Titolo adottato         |
| ---------- | -------------------------- | -------------------------------- | ----------------------- |
| Singapore  | Oh!K TV Asia               | 3 dicembre 2016-22 gennaio 2017  | 孤單又燦爛的神－鬼怪    |
| Hong Kong  | Now Entertainment          | 19 aprile-10 maggio 2017         | 孤單又燦爛的神－鬼怪    |
| Hong Kong  | Fantastic TV Channel 77    | 21 giugno-27 luglio 2017         | 孤單又燦爛的神－鬼怪    |
| Taiwan     | Star Entertainment Channel | 21 giugno-27 luglio 2017         | 孤單又燦爛的神－鬼怪    |
| Taiwan     | Star Chinese Channel       | 30 giugno 2017-?                 | 孤單又燦爛的神－鬼怪    |
| Thailandia | True4U                     | 2017                             | ก็อบลิน คำสาปรักผู้พิทักษ์วิญญาณ |
| Giappone   | Mnet Japan                 | marzo 2017-?                     |                         |
| Filippine  | ABS-CBN                    | 8 maggio-7 luglio 2017           | Goblin                  |
| Filippine  | ABS-CBN                    | 13 novembre 2017-19 gennaio 2018 | Goblin                  |
| Indonesia  | GTV                        | 2 ottobre 2017-?                 | Goblin                  |